# Mary Shelley
Mary Wollstonecraft Shelley z domu Godwin (ur. 30 sierpnia 1797 w Londynie, zm. 1 lutego 1851 tamże) – angielska poetka i pisarka okresu romantyzmu. Tworzyła w gatunku powieści gotyckiej, prekursorka powieści SF. Najbardziej znana ze swojej powieści Frankenstein.

## Pochodzenie
Urodziła się 30 sierpnia 1797 roku w Londynie jako córka intelektualistki feministycznej Mary Wollstonecraft, uchodzącej za jedną z najbardziej znanych obrończyń praw kobiet, oraz Williama Godwina, zaliczanego do grona wybitnych myślicieli społeczno-politycznych epoki. Miała starszą siostrę Fanny, nieślubną córkę Mary Wollstonecraft z Gilbertem Imlayem (1754–1828). Matka Shelley zmarła dziesięć dni po narodzinach córki na skutek gorączki połogowej. Autorka biografii Mary Wollstonecraft i Mary Shelley, Charlotte Gordon, nazwała to wydarzenie najsłynniejszym porodem w historii literatury. Sama Shelley mawiała później, że jest córką „dwóch wybitnych postaci świata literackiego”. Opiekę nad Mary po śmierci matki przejął ojciec, któremu pomagała przyjaciółka Mary Wollstonecraft, Maria Reveley. Mieszkali pod numerem dwadzieścia dziewięć w Polygon – zbudowanym na planie półkola skupisku wysokich budynków w Somers Town. Mary uczęszczała do szkoły dla panien, a w 1811 została wysłana do szkoły Miss Caroline Petman w Ramsgate. Jednak najważniejsze wykształcenie zdobyła w domu. William Godwin ustanowił wysoki standard intelektualny dla domowników, pobudzając predyspozycje i wyobraźnię dzieci oraz budząc w Mary Godwin wiarę we własną moc i odpowiedzialność za dokonywanie zmian jako działacz w społeczeństwie. Mary osiągnęła solidne podstawy w historii, mitologii, literaturze i Biblii; pobierała też lekcje sztuki i francuskiego. Mary Godwin przejęła po ojcu codzienną dyscyplinę spędzania każdego ranka na pisaniu i studiowaniu. Biegle władała językiem włoskim i francuskim, uczyła się także łaciny i greki oraz trochę hiszpańskiego. Grono przyjaciół i znajomych rodziny stanowili pisarze, naukowcy i reformatorzy polityczni. W domu Godwinów często pojawiali się ludzie pragnący zobaczyć córkę Mary i Williama. „Jako dziecko dwóch gigantów intelektualnych była przecież skazana na sławę” – pisze Charlotte Gordon – „Przyzwyczaiła się do tego, że kiedy wchodzi do pokoju, wszyscy milkną, głośno wciągając powietrze, jakby była kimś ważnym. Pokazywali sobie jej rude włosy, duże, jasne oczy. Wykapana matka, mówili”. Według relacji, Shelley była wyjątkowo inteligentna, oczytana, interesowała się aktualnymi osiągnięciami nauki, m.in. badaniami Humphry’ego Davy’ego w zakresie chemii i Luigiego Galvaniego w zakresie fizjologii. W późniejszych latach chłonęła koncepcje naukowe Darwina.
[...] małą Mary uważano za niezwykłe dziecko. Była delikatnej budowy, miała bledziutką, niemal nieludzką skórę, miedziane loki, ogromne oczy i malutkie usta. [...] Goście byli pod wrażeniem jej inteligencji, która zdawała się wręcz nadnaturalna. 
Przedwczesna śmierć matki spowodowała, że pokolenia badaczy przeoczyły jej wpływ na córkę. Postrzegali je jako niepowiązane ze sobą przedstawicielki różnych poglądów filozoficznych i prądów literackich. Światopogląd i działania Wolstonecraft ukształtowały przyszłą Mary Shelley:
Przez całe życie Shelley czytała książki matki, znała całe fragmenty na pamięć. Na ścianie domu, w którym spędziła dzieciństwo, wisiał ogromny portret Wollstonecraft. Dziewczynka wpatrywała się w niego godzinami, porównując się do matki w nadziei, że znajdzie jakieś podobieństwo. [...] Zanurzona w ideach głoszonych przez matkę i wychowana przez ojca, który nigdy nie poradził sobie ze stratą żony, Mary Shelley pragnęła żyć według wskazań Wollstonecraft, zrealizować jej ambicje i wydobyć ją z mroków historii. Chciała być taka jak ona albo przynajmniej stać się idealną córką.
Jak opisuje Gordon, zarówno matka, jak i córka próbowały wyzwolić się z ucisku klasowego. Publikowały prace poruszające drażliwe tematy, za które spotkała je fala krytyki. Obie walczyły o sprawiedliwe traktowanie kobiet i napisały książki, które zrewolucjonizowały historię. Tym bardziej że przyszło im żyć w epoce, w której uważano kobiety za niezdolne do decydowania o sobie.
W 1801 roku William Godwin poślubił Mary-Jane Vial, przysposabiając jej dzieci, Charlesa Gaulisa Clairmonta (1795–1850) i Clarę Mary Jane (Claire) Clairmont (1798–1879). Ani Mary, ani jej siostra Fanny nie zaakceptowały „drugiej mamusi”, jak mówił o kobiecie ojciec dziewczynek. Mary-Jane uważała, że Godwin rozpieścił Mary, w związku z czym traktowała ją szczególnie surowo. Na Fanny w ogóle nie zwracała uwagi. Również córka Mary-Jane z poprzedniego związku, Clara Mary Jane, nie znalazła wspólnego języka z małą Shelley. Godwin faworyzował własną córkę, ignorując przy tym Jane, co pogłębiało przepaść między dziewczynkami i wywołało poczucie niższości przyrodniej siostry. Mary z kolei zaczęła traktować ją jak rywalkę, która tylko czeka na jej potknięcie, by zająć miejsce w sercu Williama. Mary-Jane z kolei zabroniła wspominać o zmarłej Wollstonecraft. Nalegała, by córki Godwina zwracały się do niej „mamusiu” i wpadała w furię, kiedy Mary się temu sprzeciwiała. Napięte stosunki między Mary-Jane i Shelley zaogniły się jeszcze po urodzinach Williama Juniora. Zazdrosna o ojca Mary wszczynała spory i kłótnie, których celem było osłabienie pozycji macochy. Rodzinny konflikt odbił się na zdrowiu dziewczynki – na jej dłoniach i przedramionach pojawiła się egzema. Latem 1807 roku, w wyniku pogorszenia sytuacji finansowej, rodzina przeniosła się z Polygonu do Londynu, na ulicę Skinner Street 41.
W 1812 roku czternastoletnia Mary została wysłana do Szkocji. Zamieszkała u Williama Baxtera, szkockiego radykała, który korespondował z Godwinem i zaprosił jego córkę do siebie. Podczas samotnej, trwającej tydzień podróży statkiem, Mary cierpiała z powodu choroby morskiej, została okradziona i trafiła do Dundee bez żadnego zaplecza finansowego. Na miejscu trafiła do szkoły z internatem, która okazała się być jeszcze mniej przyjaznym miejscem niż przepełniony kłótniami dom rodzinny. W domu Baxterów Shelley zaprzyjaźniła się z córką Williama, Isabellą. 10 listopada 1812 roku wraca wraz z Christiną Baxter do Londynu na siedmiomiesięczny pobyt i tam następnego dnia Mary Godwin spotkała Percy’ego Bysshego Shelleya (1792-1822) i jego żonę Harriet. Odżywają dawne konflikty z Mary-Jane i jej córką. W czerwcu 1813 Godwin wysłał córkę z powrotem do Szkocji. Mary odrzuciła zaloty Davida Bootha, wdowca po najstarszej córce Baxterów, który ostatecznie poślubił Isabellę. W marcu 1814 roku Mary wróciła do Anglii. Na początku maja ponownie spotyka P.B. Shelleya, częstego gościa i mocno zaangażowanego w zapewnienie rodzinie Godwinów, która walczyła z bankructwem, pomocy finansowej. Para zaczyna się często spotykać i oboje zakochują się w sobie.

## Związek z Shelleyem
Mimo namów ojca do zerwania związku, 28 lipca 1814 r., w wieku 17 lat, Mary Godwin w towarzystwie swojej przyrodniej siostry Claire Clairmont spotkała się z wybitnym angielskim poetą i ucieka razem z nim do Europy. Shelley był już wówczas żonaty z Harriet Westbrook, z którą miał dwie córki. Kilkuletni związek z Shelleyem miał na Mary jako pisarkę decydujący wpływ w przyszłości.
We wrześniu 1814 r. pozbawieni środków do życia wrócili do Anglii, spotkali się z niemal powszechną dezaprobatą ze strony rodziny i przyjaciół. Mary była już w ciąży. 22 lutego 1815 r. urodziła w Londynie córkę, która zmarła dwanaście dni później. Śmierć dziadka P.B. Shelleya w 1815 r. przyniosła poecie roczny dochód w wysokości 1000 funtów, co zakończyło poważne trudności finansowe pary.
Od sierpnia 1815 r. do kwietnia 1816 r. P.B. Shelley i Mary Godwin zamieszkiwali w Bishopgate w Windsor Great Park, który później posłużył za scenariusz do jej trzeciej powieści, "The Last Man" (1826). W styczniu 1816 roku Mary Godwin urodziła syna, Williama. W maju 1816 r. Shelley i Mary pojechali ze swoim czteromiesięcznym synem i Claire Clairmont do Genewy, między innymi pod naciskiem opinii publicznej oraz z tego powodu, że Claire Clairmont, która wcześniej zapoczątkowała romans z Lordem Byronem, była już w ciąży i pragnęła go zobaczyć, mając nadzieję na stały związek. Po powrocie do Anglii w 1816 r. najpierw zamieszkali w Bath, aby ukryć przed Williamem i Mary Jane Godwin ciążę Claire Clairmont. Tej jesieni dwie tragedie głęboko wpłynęły na Shelleya i Godwinów. 9 października Fanny Imlay Godwin popełniła samobójstwo w Swansea, a dokładnie miesiąc później, 9 listopada Harriet Shelley w zaawansowanym okresie ciąży, utopiła się w Tamizie, a jej ciało odkryto dopiero 10 grudnia. 30 grudnia 1816 r. P.B. Shelley i Mary pobrali się w kościele St Mildred's w Londynie, kończąc tym samym zatarg między Williamem Godwinem i córką.
W marcu 1817 r. Shelleyowie przeprowadzili się do Albion House w Marlow i mieszkali tam do marca 1818 r., gdy wyjechali do Europy. Ku wielkiemu rozczarowaniu obojga, sąd odmówił Shelleyowi praw do opieki nad jego dziećmi z Harriet, Ianthe i Charlesem. 2 września 1817 r. w Bishopgate Mary urodziła córkę, Clarę Everinę. W marcu 1818 r. Shelleyowie oraz Claire Clairmont i jej córka Clara Allegra Byron, udali się do Włoch, aby leczyć chorobę płuc u P.B. Shelleya. W Livorno Mary Shelley odnowiła znajomość z Marią (Reveley) Gisborne i jej mężem, Johnem, nawiązując przyjaźń na całe życie. Następnie przeprowadzili się do Casa Bertini w Bagni di Lucca, u podnóża Apeninów, by potem przenieść się do Wenecji i Este, aby Claire Clairmont mogła odwiedzić swoją córkę Allegrę, która była pod opieką Byrona.
24 września 1818 r. zmarła w Wenecji Clara Shelley. Po przezimowaniu w Neapolu udali się do Rzymu, gdzie 7 czerwca 1819 zmarł na malarię syn Shelleyów, William. Mary Shelley, już spodziewając się czwartego dziecka, cierpiała na poważną depresję. Dwie tragedie spowodowały znaczne napięcie w związku państwa Shelley. Mimo to ich kolejne projekty powstawały w ścisłej współpracy. Podczas pobytu w Livorno od czerwca do października 1819 roku pożyczyli i skopiowali transkrypcję „Relazione della morte della famiglia Cenci seguita w Roma il II II Maggio 1599” i na jej podstawie P.B. Shelley napisał tragedię „The Cenci”, będącą historią kazirodztwa i morderstwa rodziny Cenci, a Mary przetłumaczyła tę historię na język angielski. W tym samym okresie Mary Shelley napisała „Matilda”, fikcyjną opowieść o kazirodczej miłości ojca do córki. Wstrzymała jednak publikację powieści (która została opublikowana dopiero w 1859 r.), obawiając się, że kobieta pisząca na temat takiego tabu wywoła skandal. Z Livorno udali się do Florencji i tam 12 listopada 1819 r. urodziło się ich czwarte dziecko, Percy Florence Shelley, które jako jedyne z ich dzieci dożyło wieku dorosłego i z którym Mary Shelley spędziła ostatnie lata swojego życia. Zamierzali pozostać we Florencji, żeby Mary mogła kontynuować prace nad powieścią historyczną, którą rozpoczęła w Marlow w 1817 r., „Valperga, or, The Life and Death of Castruccio Castracani”, jednak w styczniu 1820 r. przenieśli się na półtora roku do Pizy. W maju 1822 roku Shelleyowie przeprowadzili się na lato do Casa Magni w San Terenzo, gdzie w następnym miesiącu Mary Shelley poroniła kolejne dziecko. 8 lipca 1822 r. P.B. Shelley i Edward Williams, wracając z powitania przybyłych do Włoch Leigh i Marianne Hunt, utonęli w zatoce La Spezia.

## Życie w Anglii
Po śmierci ukochanego powróciła do Anglii. Mimo głębokiej żałoby, Mary Shelley wykazała się pewnością w wychowywaniu swojego syna, a także determinacją w zapewnieniu P.B. Shelleyowi takiego uznania, jakiego nie otrzymał w swoim życiu, poprzez redakcję i publikację jego dzieł. W ciągu roku po śmierci męża zdołała opublikować własne „A Tale of the Passions” oraz dwa eseje „Madame D'Houtetot” i „Giovanni Villani”, a także teksty P.B. Shelleya.
Początkowo Mary Shelley planowała pozostać na kontynencie, lecz sir Timothy Shelley, ojciec P.B. Shelleya, nie brał pod uwagę wsparcia finansowego dla Percy’ego Florence, gdyby ten nie wychował się w Anglii. Ze względu na syna w sierpniu 1823 r. wróciła do Anglii i spędziła tam resztę życia. Sir Timothy przyznał pieniądze dla wnuka, jednak pociągało to za sobą poważne ograniczenia dla Mary Shelley. Po opublikowaniu opracowanego przez nią wydania „Posthumous Poems” (1824) autorstwa P.B. Shelleya, Sir Timothy wycofał swą pomoc, zażądał wycofania tomu i zabronił Mary Shelley publikowania dzieł P.B. Shelleya oraz zwracania jakiejkolwiek uwagi publicznej na nazwisko Shelley. Mimo tego Mary uporczywie starała się obchodzić ograniczenia teścia.
W ciągu następnych dwóch dekad Mary Shelley opublikowała wiele opowiadań i wierszy, a także niektóre dzieła P.B. Shelleya w znanych angielskich pismach. W 1826 wydała swoją powieść „The Last Man”. To wysoce polityczne dzieło o akcji osadzonej w XXI wieku, z barwnymi scenami śmierci i wojny, spotkało się z niemal powszechnym niezrozumieniem i zjadliwą krytyką. Kolejne ważne dzieło Mary Shelley, „The Fortunes of Perkin Warbeck” (1830), wraca do gatunku powieści historycznej. Akcja rozgrywa się w XV wieku i dotyczy wydarzeń związanych z walkami Perkina Warbecka o tron Anglii. Jej piąta powieść, „Lodore” (1835), a także szósta i ostatnia, „Falkner” (1837), kontynuowały ten temat, ale różniły się od jej wcześniejszych dzieł odejściem od nadprzyrodzonych lub historycznych scenariuszy w kierunku współczesności. Mary nie ustawała także w publikacji dzieł P.B. Shelleya. W 1839 roku Edward Moxon opublikował zredagowane przez nią 4 tomy „Poetical Works Percy Bysshe Shelley” oraz 2 tomy esejów, listów, tłumaczeń i fragmentów autorstwa Shelleya, a w 1840 jednotomowe wydanie jego poetyckich dzieł.
W Anglii Mary Shelley zawarła nowe przyjaźnie z wieloma czołowymi postaciami, takimi jak Frances Wright, Prosper Mérimée, Thomas Moore, Lady Morgan, Caroline Norton i John Howard Payne. Kontynuowała przyjaźń z Charlsem i Mary Lamb oraz Thomasem Love Peacock, odnowiła przyjaźń z czasów młodości z Isabellą Baxter Booth. Zaprzyjaźniła się także z rodzinami Joshuy Robinsona i Beauclerk. Odegrała ważną rolę w podstępie transpłciowym, w którym pisarka Mary Diana Dods występowała jako „Mr Sholto Douglas”, a Isabella Robinson z powodzeniem uchodziła za „jego żonę” w elitarnych anglo-francuskich kręgach Paryża. Niemal do końca życia, Mary i Claire Clairmont walczyły z sobą, niekiedy tylko jednocząc się we wzajemnej pomocy.
Mary Shelley nigdy nie nawiązała stałego związku, jaki dzieliła z P.B. Shelleyem. Odrzuciła oferty małżeństwa od Johna Payne’a i Edwarda Johna Trelawnego, była zainteresowana związkiem z Waszyngtonem Irvingiem i Aubreyem Beauclerk.
Często przeprowadzała się, mieszkając głównie w okolicach Wielkiego Londynu, w latach 1833–1836 w Harrow on the Hill, gdzie Percy Florence Shelley uczęszczał do Harrow School (później uczęszczał do Trinity College w Cambridge). Mimo własnych ograniczeń finansowych pomagała ojcu, owdowiałej macosze oraz wielu innym członkom swojego kręgu.

## Ostatnie lata
W 1844 wydała dwutomowe „Rambles in Germany and Italy, in 1840, 1842, and 1843”, ostatnie większe dzieło oparte na listach pisanych podczas dwóch podróży z synem i jego przyjaciółmi. W tym samym roku zmarł Sir Timothy Shelley, pozostawiając część majątku Mary i Percy’emu Florence Shelley, który również odziedziczył tytuł. Dopiero cztery lata później, wraz z małżeństwem Percy’ego Florence Shelleya z wdową Jane Gibson, Mary Shelley znów doznała rodzinnej miłości.

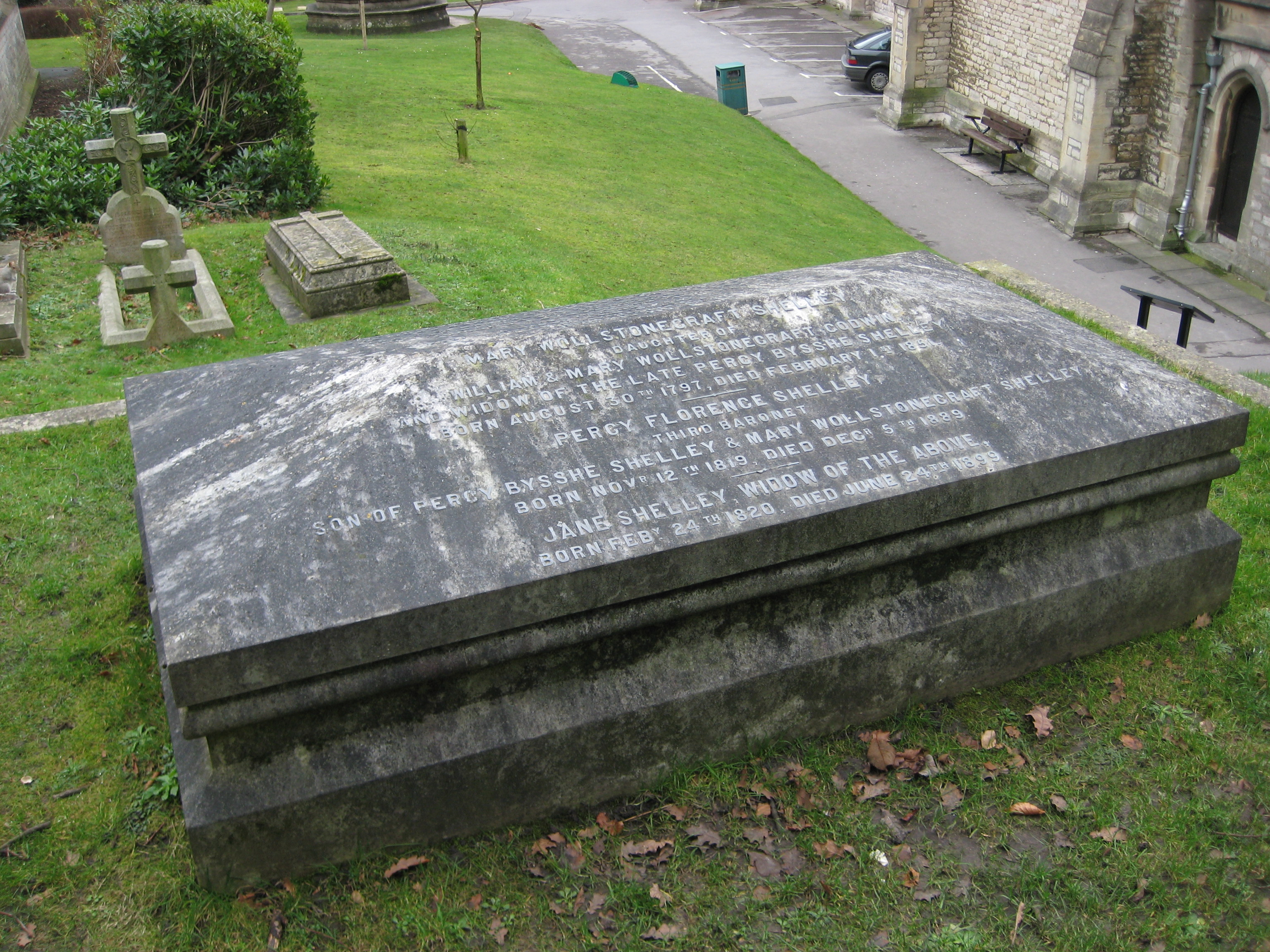
Grobowiec rodzinny Mary Shelley na dziedzińcu kościoła w Bournemouth

Przez ostatnią dekadę życia cierpiała z powodu intensywnych bólów głowy oraz porażenia ręki. Niemniej jednak wciąż podróżowała i pracowała nad zmianami w swoich wydaniach dzieł P.B. Shelleya. W 1848 r. wróciła do pracy nad biografią męża, którą zaczęła wiele lat wcześniej. Jednak choroba, najpierw jej synowej, a potem własna, położyła kres temu planowi. 1 lutego 1851 roku, już w stanie śpiączki, Mary Shelley zmarła na raka mózgu w swoim domu przy 24 Chester Square w Londynie. Młodzi Shelleyowie spełnili jej ostatnią wolę, usuwając szczątki rodziców Mary z cmentarza St Pancras i chowając ich wspólnie 8 lutego na dziedzińcu kościoła St Peter’s w Bournemouth.

## Poglądy
Była wegetarianką, anarchistką i feministką.

## Znaczenie
W ciągu swojego życia Mary Shelley była znana jako autorka „Frankensteina” (którego autorstwo z początku przypisywano P.B. Shelleyowi) i powszechnie uważana za utalentowaną pisarkę romansów. Krytycy nadal ignorowali wizję Mary Shelley, opisującej ograniczenia konwencjonalnych wartości i opowiadającej się za egalitarnym, humanistycznym systemem opartym na rozumie i uniwersalnej miłości. Ponowna ocena jej dzieł w XX wieku często przedstawiała ją jako ofiarę konwencjonalnych oczekiwań wobec kobiet. Dopiero w ostatnim kwartale XX wieku ukazały się nowe wydania powieści, opowiadań, listów i pism Mary Shelley, które dały okazję do zapoznania się z jej dziełami nieprzefiltrowanymi przez dziewiętnastowieczne obyczaje. Powieści i inne teksty Mary Shelley są coraz bardziej przedmiotem zainteresowania naukowego i badań literackich. W 1997 r. z okazji dwusetletniej rocznicy urodzin pisarki odbyły się konferencje i wystawy w Australii, Stanach Zjednoczonych i Europie dotyczące znaczenia jej dzieł i filozofii. Wyjątkową uwagę zwróciło odkrycie opowiadania „Maurice” i jego publikacja w 1998 r. Opublikowano ponad 245 wydań „Frankensteina”, w tym tłumaczenia na chiński, francuski, niemiecki, hebrajski, włoski, japoński, hiszpański i szwedzki.

## Frankenstein
Zadebiutowała powieścią Frankenstein albo: Współczesny Prometeusz (1818), która do dziś uchodzi za jej najwybitniejsze, a z pewnością najbardziej znane dzieło. Pomysł Frankensteina narodził się latem 1816 r. podczas podróży po Szwajcarii (w okolicach Genewy), kiedy małżonkowie Shelley w towarzystwie Byrona i Johna Polidoriego urozmaicali sobie zimne i dżdżyste wieczory (tzw. Rok bez lata) wymyślaniem opowieści o duchach. Powieść była gotowa, nim autorka skończyła 21 lat. Początkowo krytycy uważali, że Frankenstein został napisany przez mężczyznę. Kiedy jednak odkryto, że autorką jest kobieta, tradycyjne uprzedzenia wobec kobiet intelektualistek spowodowały, że większość współczesnych recenzentów oceniała jej powieści głównie jako romanse. Siła i wyobraźnia jej pisania została określona przez niektórych recenzentów z wątpliwym komplementem, że miała „męski umysł”. Dzięki Frankensteinowi Mary Shelley stała się czołową twórczynią powieści gotyckiej oraz prekursorką literatury fantastyczno-naukowej. Napisała także inne powieści grozy, m.in.:
- Valperga (1823);
- Ostatni człowiek (The Last Man, 1826);
- Przeistoczenie (Transformation, 1831).

Podjęła również pracę nad częściowo biograficzną powieścią grozy Matilde, która została wydana już po jej śmierci, w 1859 roku.

## Odniesienia w kulturze
Elle Fanning wcieliła się w rolę Mary w filmie Mary Shelley z 2017 roku.